# Johannes Holl (Spitalmeister)
Johannes Holl (Brüder vom Orden des Heiligen Geistes) (* vor 1595; † nach 1636) war Spitalmeister des Kreuzherrenklosters im oberschwäbischen Memmingen. Er wurde am 23. Dezember 1595 zum Priester geweiht. Pater Johannes Holl weilte während der Pestzeit 1635 in Reichenhall, wo er ein Kuratbenefizium erhielt. Nachdem der Spitalmeister Georg Staiger am 13. August 1635 gestorben war, wurde eine Neuwahl durchgeführt. Holl wurde in das Kreuzherrenkloster zurückgerufen und als Spitalmeister gewählt. Aufgrund der Plünderung des Klosters kurz vorher im Dreißigjährigen Krieg war er schwer zu überreden, das Amt zu übernehmen. Bereits kurze Zeit später kehrte er unter dem Vorwand, die Angelegenheiten seines Benefiziums zu ordnen, wieder zurück nach Reichenhall. Dort gab er vor einem Notar und mehreren Zeugen die Spitalmeisterwürde im Frühjahr 1636 wieder zurück. Die Urkunde wurde an das Kreuzherrenkloster zu Memmingen übersandt.